# Ari Þorgilsson
Ari Þorgilsson (Are Torgilsson, Ari fróði (Are frode, 'Are den lärde'), född 1066/1067, död 9 november 1148, var en medeltida isländsk krönikör, författare till Isländingaboken. Han var sondotters dotterson till Hall Torsteinsson, kallad Síðu-Hallur.

## Biografi
De biografiska uppgifterna om honom är relativt fragmentariska. Vid sju års ålder skall Are Frode kommit till den gamle lärde Hall Torarinsson (Hallr Þórarinsson) i Haukadalur för att få undervisning hos honom. Där skall han ha stannat till 1087. Ganska lite är annars känt om honom. Man vet att han var prästvigd, men inget tyder däremot på att han skulle ha verkat som präst. Av hans arbeten är endast Íslendingabók bevarad för eftervärlden. Den behandlar Islands historia från landets kolonisation av norrmän (omkring 870) till 1120.